# 個人情報保護条例
個人情報保護条例（こじんじょうほうほごじょうれい）とは地方公共団体の条例。

## 概要
地方公共団体が保有する個人情報を適正に取り扱うために必要なルールなどを定めている。
1985年6月、川崎市が「川崎市個人情報保護条例」を議決し、翌1986年1月1日から施行された。
1990年3月、都道府県では神奈川県が初めて制定し、同年4月1日には付属機関の設置に関する条例を設置、10月1日より5人の委員・2年の任期で調査審議が開始された。その後に全国の地方公共団体に拡大していき、2005年度末までには全ての都道府県・市区町村で個人情報保護条例が制定された。
その後、国の行政機関の保有する個人情報の取扱いに関する基本的事項を定めるものとして、2003年に行政機関の保有する個人情報の保護に関する法律が制定された。
しかし、各自治体で条例の内容が微妙に異なり、「個人情報」の定義や管理・運用方法などがまちまちとなったことが後に問題となった（俗に「（個人情報）2000個問題」と呼ばれる）。このため2021年に個人情報の保護に関する法律が改正され（翌2022年4月より施行）、「個人情報」の定義や基本的な運用方法の統一が図られた。これに伴い各自治体は個人情報保護条例を廃止し、代わりに運用の細部を定めた「個人情報の保護に関する法律施行条例」を制定している。

## 関連書籍
- 夏井高人、新保史生『個人情報保護条例と自治体の責務』ぎょうせい、2007年。ISBN 9784324083161。